# Алькові
Алькові, гагаркові, чистунові, чистикові або чистикоподібні (Alcidae) — родина морських птахів ряду сивкоподібних (Charadriiformes). В Україні помічали лише одного представника родини алькових — люрика.

## Будова тіла
Унаслідок свого густого чорно-білого оперення, випрямленого ходіння на суші і розповсюдження в полярних регіонах, алькові сильно нагадують пінгвінів. Проте спорідненості між обома групами птахів немає, а схожість розвинулася в результаті конвергентної еволюції.
На відміну від пінгвінів, алькові, за виключенням великої гагарки, вміють літати. Вони також хороші плавці, але на суші пересуваються досить незграбно. Алькові живуть переважно на морі. При пірнанні на глибину до 100 м вони використовують свої крила для того, щоб гребти. Оперення змінюється все відразу в певну пору року, тому бувають тимчасові періоди, коли вони не можуть літати.

## Розмноження
Для висиджування яєць алькові тривалий час проводять на суші. В цей час більшість з них живе у величезних колоніях на крутих скелястих берегах. У гніздах алькових, як правило, зустрічаються від одного до двох яєць.

## Еволюція
Найдавніші рештки алькових датуються міоценом, близько 15 мільйонів років тому. Деякі зоологи зараховують до родини алькових навіть ще стародавніші копалини з еоцену. Більшість знахідок, зокрема найстародавніших, були зроблені в північному тихоокеанському регіоні. Переселення алькових до Атлантичного океану відбувалося через південніші широти. Шлях через Північний Льодовитий океан був відкритий тільки після утворення Берингової протоки.
На відміну від більшості інших морських птахів, роди алькових містять невелику кількість видів. Це пов'язано з малим розповсюдженням цієї родини. Сьогодні, як і раніше, алькові мешкають в холодних морях північної півкулі. У тепліших морях риби, що разом з крилем є головною їжею алькових, розвивають швидкості, що не дозволяють на них успішно полювати. Види алькових, що зустрічаються в південніших широтах, виживають тільки за рахунок холодних морських течій, що піднімаються на поверхню океану поблизу Каліфорнії і Мексики.

## Класифікація
- Люрик (Alle)
  - Люрик (Alle alle)
- Кайра (Uria)
  - Кайра тонкодзьоба (Uria aalge)
  - Кайра товстодзьоба (Uria lomvia)
- Гагарка (Alca)
  - †Гагарка велика (Alca impennis)
  - Гагарка мала (Alca torda)
- Чистун (Cepphus)

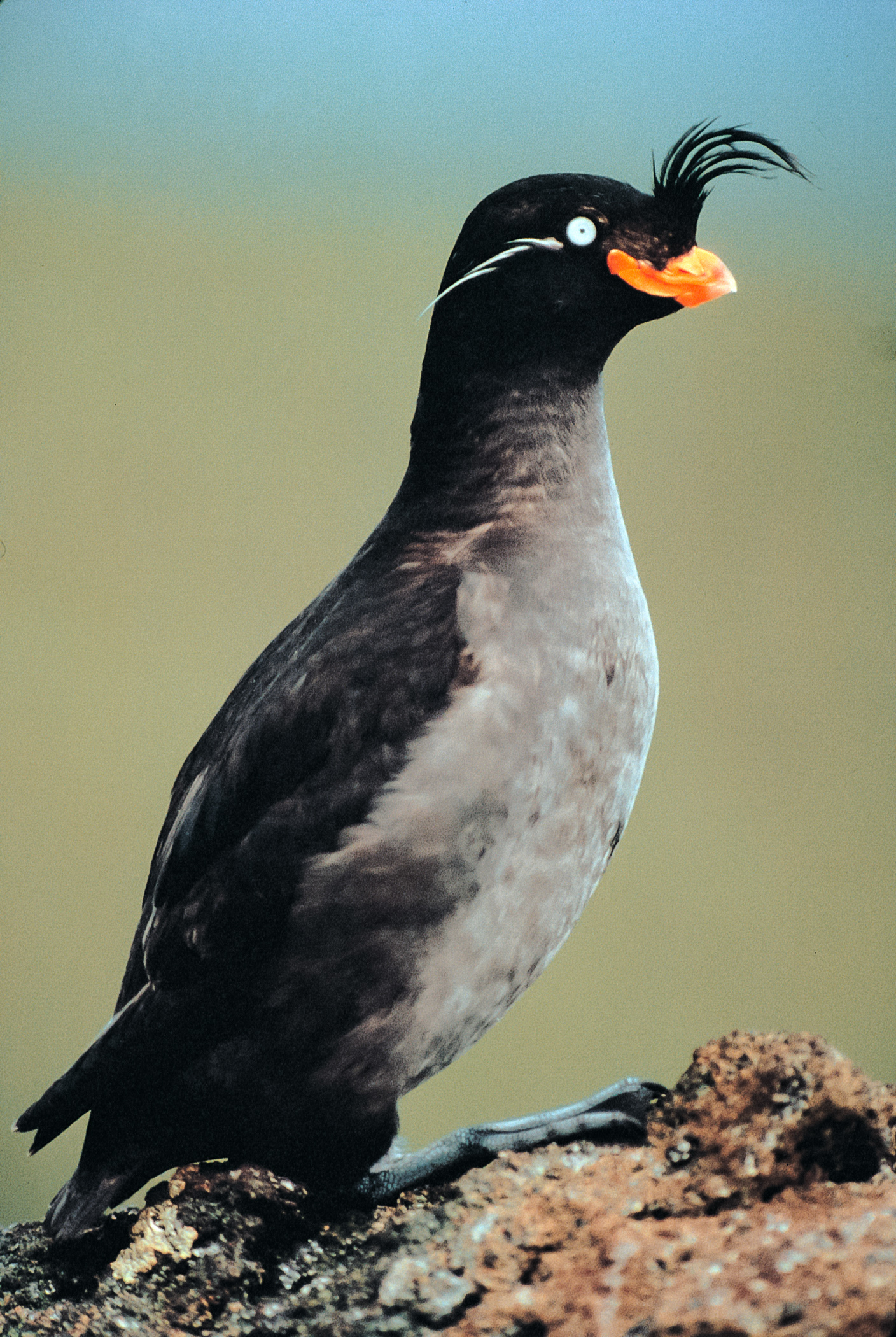
Конюга велика

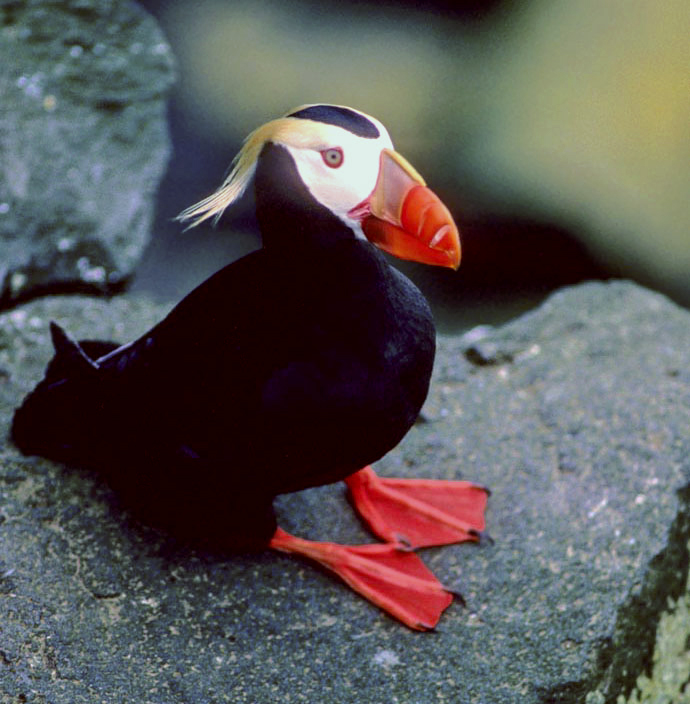
Топорик

  - Чистун арктичний (Cepphus grylle)
  - Чистун тихоокеанський (Cepphus columba)
  - Чистун охотський (Cepphus carbo)
- Пижик (Brachyramphus)
  - Пижик довгодзьобий (Brachyramphus marmoratus)
  - Brachyramphus perdix
  - Пижик короткодзьобий (Brachyramphus brevirostris)
- Моржик (Synthliboramphus)
  - Synthliboramphus scrippsi
  - Моржик крикливий (Synthliboramphus hypoleucus)
  - Моржик каліфорнійський (Synthliboramphus craveri)
  - Моржик чорногорлий (Synthliboramphus antiquus)
  - Моржик чубатий (Synthliboramphus wumizusume)
- Алеутський пижик (Ptychoramphus)
  - Пижик алеутський (Ptychoramphus aleuticus)
- Конюга (Aethia)
  - Білочеревець (Aethia psittacula)
  - Конюга велика (Aethia cristatella)
  - Конюга мала (Aethia pygmaea)
  - Конюга-крихітка (Aethia pusilla)
- Дзьоборіг (Cerorhinca)
  - Дзьоборіг (Cerorhinca monocerata)
- Іпатка (Fratercula)
  - Іпатка атлантична (Fratercula arctica)
  - Іпатка тихоокеанська (Fratercula corniculata)
  - Топорик (Fratercula cirrhata)